# Michael Obiku
Michael Edirin Obiku (* 24. September 1968 in Warri) ist ein ehemaliger nigerianischer Fußballspieler.

## Karriere

### Verein
Obiku begann seine Karriere bei Flash Flamingoes und spielte unter anderem auch bei Iwuanyanwu Nationale. 1989 wechselte er nach Europa. Hier unterschrieb er einen Vertrag beim zyprischen Verein Anorthosis Famagusta. Für Anorthosis Famagusta bestritt er 69 Erstligaspiele und schoss dabei 33 Tore. 1990/91 und 1991/92 wurde er mit dem Verein Vizemeister der First Division. 1992 unterschrieb er einen Vertrag beim niederländischen Feyenoord Rotterdam. Mit dem Verein wurde er 1992/93 niederländischer Meister. 1994 und 1995 gewann er mit dem Verein den KNVB-Pokal. 1996 unterschrieb er einen Vertrag beim spanischen Zweitligisten RCD Mallorca. Für Mallorca bestritt er 26 Zweitligaspiele und schoss dabei 14 Tore. 1997 wurde er mit dem Verein Tabellendritter und stieg in die erste Liga auf. 1997 unterschrieb er einen Vertrag beim japanischen Erstligisten Avispa Fukuoka. 1998 kehrte er nach Europa zurück. Hier spielte er bis 2000 für AZ Alkmaar und Anorthosis Famagusta. Mit Anorthosis Famagusta wurde er 1999/00 zyprischer Meister.

### Nationalmannschaft
1988 wurde er mit der Nationalmannschaft Zweiter der Afrikameisterschaft und nahm im selben Jahr am Fußballturnier der Olympischen Sommerspiele teil.

## Erfolge
Feyenoord Rotterdam
- Niederländischer Meister: 1992/93
- Niederländischer Pokalsieger: 1993/94, 1994/95

Anorthosis Famagusta
- Zyprischer Meister: 1999/00